# Flap (fonetiek)
In fonetiek is een flap of tap een medeklinker, met een klank die wordt geproduceerd door een enkele samenspanning van de spieren waarmee een articulator tegen een andere articulator wordt gegooid.
Een flap vertoont overeenkomsten met een plosief, met als verschil dat er bij een flap geen luchtdruk wordt opgebouwd achter het articulatiepunt, en er dus ook geen uitstoot is van lucht.
Het Internationaal Fonetisch Alfabet onderscheidt de volgende versies van een flap:
- Alveolaire tap
- Alveolaire laterale flap
- Retroflexe flap
- Labiodentale flap

Deze pagina bevat fonetische informatie in het IPA, die in sommige browsers mogelijk niet correct wordt weergegeven.
Waar symbolen in paren voorkomen, vertegenwoordigt het rechter teken een stemhebbende medeklinker. Gearceerde gebieden bevatten medeklinkers die worden beschouwd als onuitspreekbaar.
Zie ook: IPA, Klinkers